# سالترود
سالترود (به لاتین: Saltrød) یک منطقهٔ مسکونی در نروژ است که در Moland واقع شده‌است. سالترود ۱۴ متر بالاتر از سطح دریا واقع شده‌است.